# Coupvray
Coupvray là một xã trong vùng hành chính Île-de-France, thuộc tỉnh Seine-et-Marne, quận Torcy, tổng Thorigny-sur-Marne. Tọa độ địa lý của xã là 48° 53' vĩ độ bắc, 02° 47' kinh độ đông.

## Dân số
Người dân ở đây được gọi là Cupressiens.
| 1793 | 1800 | 1806 | 1821 | 1831 | 1836 | 1841 | 1846 | 1851 |
| ---- | ---- | ---- | ---- | ---- | ---- | ---- | ---- | ---- |
| 588  | 681  | 629  | 612  | 616  | 572  | 543  | 575  | 566  |

| 1856 | 1861 | 1866 | 1872 | 1876 | 1881 | 1886 | 1891 | 1896 |
| ---- | ---- | ---- | ---- | ---- | ---- | ---- | ---- | ---- |
| 512  | 499  | 480  | 463  | 452  | 456  | 513  | 503  | 513  |

| 1901 | 1906 | 1911 | 1921 | 1926 | 1931 | 1936 | 1946 | 1954 |
| ---- | ---- | ---- | ---- | ---- | ---- | ---- | ---- | ---- |
| 519  | 505  | 516  | 507  | 582  | 521  | 695  | 658  | 707  |

| 1962                                         | 1968 | 1975  | 1982  | 1990  | 1999  | - | - | - |
| -------------------------------------------- | ---- | ----- | ----- | ----- | ----- | - | - | - |
| 680                                          | 769  | 1 063 | 1 416 | 2 280 | 2 713 | - | - | - |
| Số liệu kể từ 1962 : dân số không tính trùng |      |       |       |       |       |   |   |   |